# 青岛一战遗址博物馆
青岛一战遗址博物馆位于中国山东省青岛市市北区京山路26号、青岛山公园东侧，其前身为1998年开馆的青岛山炮台遗址展览馆，2016年重新改建，2018年重新开馆。2020年评定为国家一级博物馆。该馆为中国唯一一座展现第一次世界大战对中国影响的博物馆。

## 历史
青岛山炮台是青岛德占时期的一处规模庞大的海防炮台，建成于1905年，1914年一战爆发后，日英联军攻占青岛，炮台火炮被德军自毁，其掩蔽部遗址后来仍为军用。
1987年，青岛山作为山头公园开放。1990年（一说1992年），经与北海舰队航空兵司令部协商，青岛山炮台遗址交由地方政府管理。1996年，中共青岛市委、青岛市人民政府决定修复青岛山炮台遗址以向游客开放，并将青岛山爱国主义教育基地及青岛山炮台遗址展览馆建设项目列为青岛市1997年15件大事之一。1997年11月12日，德国占领胶州湾事件100周年之际，青岛山炮台遗址地下掩蔽部正式修复开放。1998年3月，青岛山炮台遗址展览馆落成开放，青岛山炮台遗址开发项目前后耗资700余万元。
2012年，青岛市市北区开始对青岛山炮台遗址升级改造，拟建立“青岛山一战遗址公园”，并开始前期规划。2016年，遗址维护工程收尾。2017年，青岛一战遗址博物馆开工建设，总投资5656.14万元，由建筑学家齐康设计。2018年12月11日，博物馆开馆。2020年12月21日，青岛山炮台遗址展览馆被评定为国家一级博物馆。

## 场馆与陈列
青岛山炮台遗址展览馆位于青岛山东南坡、青岛山公园主出入口处，1998年开馆时为2层无窗建筑，外墙花岗岩贴面，面积近300平方米，每层一处大展厅，一层为“清末设防”、“胶州湾事件”、“德国殖民统治”，二层为“日本的军事侵略”、“苦难与抗争”、“五四运动与青岛”，展览以照片资料为主，有部分实物与文物复制品展出，另有一处展示青岛要塞与日德青岛战役形势的沙盘。
2018年重新开馆后的青岛一战遗址博物馆整体采用和平鸽造型，总建筑面积约9500平方米，占地面积仅为1500余平方米，共5层，地上3层，地下2层，设有展厅、4D影院、学术交流中心、地下车库、办公区域等。展览以“还我青岛”为核心主题，分为“德占青岛”“日德战争”“苦难归程”三部分，主要展现1891年青岛建置至1922年青岛回归的的历史、第一次世界大战对中国的影响，以及五四运动时期的反帝反封建、爱国主义运动斗争史。馆内藏有1891年至1922年之间的军用品、日常用品、历史照片、明信片、报刊书籍、地图、石碑、勋章、纪念章等藏品1800多件，征集到的文物中有20%来自国外。此外还有主题雕塑、大型油画展、场景复原短片、微缩场景等多媒体展示方式。除博物馆新馆外，炮台遗址内也有部分展览。